# Voskopoja
Voskopoja (på albanska Voskopojë med böjningsformen Voskopoja; historiskt kallad Moschopolis; arumänska: Moscopole, Moscopolea; grekiska: Μοσχόπολις, Moschópolis, Moscopolis; makedonska: Moskopole; serbiska: Moskopolje) är en avlägsen by i västra Korçë, som innehade Balkans första boktryckeri. På 1700-talet var den en större stad och var kulturellt och kommersiellt centrum för arumänerna. Den raserades dock av Ali Pascha år 1788; den hade då omkring 60 000 invånare, nu endast omkring 700 (år 2000).